# Pierwszy oficer (lotnictwo cywilne)

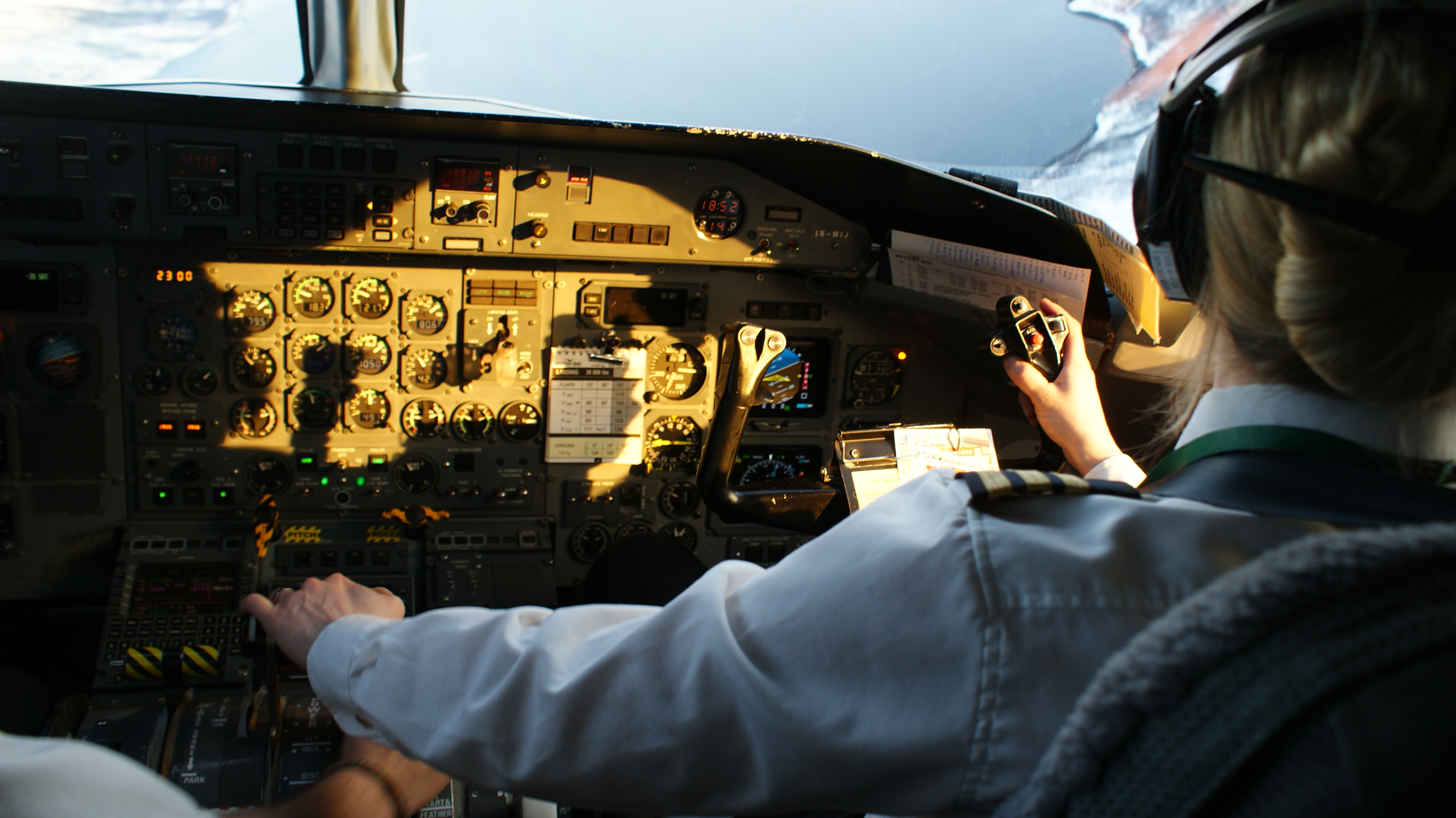
Pierwszy oficer Widerøe za sterami w czasie podejścia do lądowania przed lotniskiem w Sørkjosen w samolocie de Havilland Canada Dash-8 103

Pierwszy oficer (ang. first officer, w skrócie FO lub F/O) – drugi pod względem rangi pilot statku powietrznego (w stosunku do kapitana, tj. pilota-dowódcy, który ma prawną władzę nad statkiem powietrznym). W razie niezdolności kapitana do wykonywania swoich czynności, pierwszy oficer przejmuje władzę nad maszyną.
Kontrolę nad statkiem powietrznym sprawują obaj piloci, z których jeden jest w trakcie danego lotu „pilotem lecącym” (ang. pilot flying, PF), a drugi „pilotem nielecącym” (ang. pilot not flying, PNF), lub „pilotem monitorującym” (ang. pilot monitoring, PM). Nawet jeśli to pierwszy oficer jest pilotem lecącym, odpowiedzialność za statek powietrzny, pasażerów i załogę wciąż spoczywa na kapitanie. Podczas typowych, codziennych zadań, piloci dzielą się pracą po równo. Pierwszy oficer ma takie samo wykształcenie lotnicze jak kapitan, taki sam komplet przyrządów do sterowania samolotem i również bierze też udział w podejmowaniu decyzji o locie.
Awans w wielu liniach lotniczych jest uzależniony od starszeństwa w danej firmie. W efekcie pierwszy oficer może być starszy i/lub mieć więcej doświadczenia niż kapitan, ponieważ zyskał doświadczenie w innej linii lotniczej lub w wojsku. 
Tradycyjnie, w kokpicie pierwszy oficer siedzi w fotelu po prawej stronie statku powietrznego będącego stałopłatem, zaś po lewej w śmigłowcu. 
Niektóre linie lotnicze wyznaczają starszego stażem jednego z dwóch pierwszych oficerów w locie na dalekiej trasie jako „starszego pierwszego oficera” (ang. senior first officer, SFO). Zajmuje on fotel kapitana, kiedy ten udaje się na odpoczynek. Poza tym siedzi on po prawej stronie kokpitu. Termin „starszy pierwszy oficer” bywa też używany w liniach lotniczych na oznaczenie pierwszego oficera, który spełnił wszystkie wymagania dla kapitana (m.in. wylatał wymaganą liczbę godzin), ale w firmie nie ma obecnie wolnych stanowisk kapitańskich, toteż czeka on na zwolnienie się miejsca i awans.
Pierwszy oficer ma trzy paski na naramiennikach, a starszy pierwszy oficer – jeden grubszy pasek i dwa cieńsze. Czasem skrajny pasek ma tzw. pętelkę (jak w liniach lotniczych LOT).